# عبد الله الثاني بن راشد المعلا
الشيخ عبدلله بن راشد المعلا الثاني كان حاكم أم القيوين من عام 1922 إلى عام 1923، وهي إحدى إمارات الساحل المتصالح، اليوم الإمارات العربية المتحدة. هيمنت على حكمه القصير مخاوف من انقلاب من قبل أعمامه وانتهى بشكل مفاجئ بمكائد ابن عمه.

## تولي الحكم
توفي الشيخ راشد بن أحمد بالالتهاب الرئوي في أغسطس 1922. في ذلك الوقت لم يكن هناك سوى والدته وعبيد الأسرة وتحركوا بسرعة لإبلاغ الابن الأكبر لرشيد، عبد الله، بأن والده لقد توفى. عبد الله، الذي كان يبلغ من العمر 20 عامًا فقط وكان مسافرًا في فلج العلي (اليوم فلج المعلا)، هرع إلى منزله وقام بتأمين المنزل والمشيخة، مدركًا أن أقاربه الذكور ومن المرجح أن يتنافس على الخلافة، وخاصة شقيقي راشد بن أحمد، إبراهيم وسعيد.
أرسل عبد الله رسولاً إلى محمد علي بن هويدان شيخ قبيلة البدو القوية، بني كتب، الذين يدينون بولائهم لبيت المعلا وسافر محمد علي إلى أم القيوين مع قوة قوامها نحو 100 رجل لحراسة المدينة. وقد ألهمت هذه الخطوة: أقام إبراهيم بن أحمد في فلج العلي وهرب سعيد بن أحمد إلى رأس الخيمة. مدعي محتمل آخر، عبد الله بن سعيد - الذي كان متزوجًا من ابنة راشد بن أحمد - أقام في أم القيوين ولكن تم وضعه تحت الإقامة الجبرية. عبد الله نفسه كان يحتفظ بمنزل في رأس الخيمة.
رفض عبد الله بن راشد السماح لأعمامه بالعودة إلى أم القيوين، لكن سعيد بن أحمد ذهب إلى وكيل الإقامة البريطانية واشتكى. سافر العميل عيسى بن عبد اللطيف إلى أم القيوين في أكتوبر 1922 لمحاولة التوسط مع عبد الله، لكنه وجد الشاب عنيدًا وخائفًا من أقاربه. وأشار عبد اللطيف أيضًا إلى أن عبد الله قد أدى إلى نفور العديد من أفراد الأسرة الحاكمة وأن العديد من الأشخاص من أم القيوين كانوا يسافرون للقاء سعيد، الذي رحل إلى عجمان. التقى المقيم السياسي البريطاني، آرثر بريسكوت تريفور، بسعيد في مارس 1923 واقتنع بحججه بأن بني كتاب كانوا يثيرون العداء وأنه تم طرده من قبل عبد الله بن راشد.
زار الوكيل البريطاني أم القيوين في سبتمبر، ووجد عبد الله راسخًا كحاكم، فأخذ وعد عبد الله بالالتزام بالمعاهدات مع البريطانيين. وحث عبد اللطيف عبد الله على الاستقرار مع عائلته لكنه رفض.
في أكتوبر 1923، قام ابن عم عبد الله، حمد بن ابراهيم المعلا، بتعيين عبد من بيته لقتل عبد الله. مباشرة بعد الجنازة، تغلب حمد بن إبراهيم المعلا على الأسرة وحراسها واستولى على مقر الحكومة، وأعلن نفسه حاكمًا.